# كيم أوك بين
كيم أوك بين (بالكورية: 김옥빈 ؛ مواليد 3 يناير 1987)، هي ممثلة كورية جنوبية. ظهرت لأول مرة في مسابقة جمال عبر الإنترنت في عام 2004، وبدأت حياتها المهنية في التمثيل بفيلم «الصوت» لعام 2005. تلقت عدة ترشيحات لجوائز، وفازت بجائزة أفضل ممثلة في مهرجان سيتجيس السينمائي لعام 2009 عن دورها في فيلم Thirst.

## فيلموغرافيا

### افلام
| عام  | عنوان | الدور |
| ---- | ----- | ----- |
| 2009 | عطش   |       |

### مسلسلات تلفزيونية
| عام  | عنوان                    | الدور                   | قناة البث   | ملاحظة                                     |
| ---- | ------------------------ | ----------------------- | ----------- | ------------------------------------------ |
| 2005 | Hanoi Bride              | لو ثو فو                | اس بي اس    |                                            |
| 2006 | Hello, God               | سيو اون هاي             | كي بي اس 2  |                                            |
| 2006 | Over the Rainbow         | جيونغ هي-سو             | ام بي سي    | كما غنت أغنية "ابدأ" في الموسيقى التصويرية |
| 2007 | War of Money             | لي سو يونغ              | اس بي اس    | ظهرت في حلقات إضافية                       |
| 2013 | The Blade and Petal      | الأميرة سو هي / مو يونغ | كي بي إس 2  |                                            |
| 2014 | Steal Heart              | كانغ يوو نا             | جي تي بي سي |                                            |
| 2018 | Children of a Lesser God | كيم دان                 | او سي ان    | [ 4 ]                                      |
| 2019 | Arthdal Chronicles       | تاي اي ها               | تي في إن    | [ 5 ]                                      |
| 2021 | Dark Hole                | لي هوا سون              | أو سي إن    | [ 6 ]                                      |

### سلسلة ويب
| عام  | عنوان       | الدور     | الشبكة  | المراجع |
| ---- | ----------- | --------- | ------- | ------- |
| 2022 | أحب كرهي لك | يو مي ران | نتفليكس | [ 7 ]   |

## روابط خارجية
كيم أوك بين على موقع IMDb (الإنجليزية)
- كيم أوك بين على موقع ألو سيني (الفرنسية)
- كيم أوك بين على موقع أول موفي (الإنجليزية)
- كيم أوك بين على موقع قاعدة بيانات الأفلام السويدية (السويدية)
- كيم أوك بين على موقع قاعدة بيانات الفيلم (الإنجليزية)
- كيم أوك بين على موقع كينوبويسك (الروسية)